# Ponte Schiavo
Ponte Schiavo (Ponti Schiavu in dialetto locale) è una frazione di Messina, facente parte della Circoscrizione I, situata 12 km a sud dal centro città.
Confina a nord con la contrada Runci di Santa Margherita Marina, a sud con Briga Marina, sulle alte colline ad ovest, con il villaggio di Pezzolo, mentre ad est le sue rive sono bagnate dalle acque dello Stretto di Messina. Il villaggio è luogo di villeggiatura estiva, ed ha avuto una notevole espansione edilizia negli ultimi decenni.

## Storia
Il villaggio prende il nome da un vecchio ponte ad arco a mattoni che scavalca il torrente Schiavo.
Il Monastero benedettino di San Placido Calonerò la cui costruzione iniziò nel 1376 e con varie aggiunte fu terminata attorno al 1486 in una posizione strategica su un altopiano che sovrasta il villaggio, fu sicuramente il centro propulsore della vita religiosa, agricola e pastorale delle zone circostanti.
Il 18 luglio 1516, a seguito della bolla di papa Giulio II, la comunità benedettina messinese venne inclusa nella Congregazione Cassinese.
Nel 1535 il monastero ospitò per tre giorni Carlo V di ritorno dalla trionfale impresa di Tunisi contro i Musulmani; il soggiorno dell'imperatore fu però funestato dalla improvvisa morte del suo maggiordomo, colpito da un fulmine; lo sventurato ivi trovò sepoltura.
Dopo l'Unità d'Italia l'antico monastero di San Placido Calonerò ospitò uno studentato di novizi, ma dopo pochi anni, in seguito alla legge del 7 luglio 1866, venne soppresso come tutti i corpi religiosi. Con Regio Decreto del 12 luglio 1888 l'intera area, acquistata dall'amministrazione provinciale di Messina, fu trasformata in Regia Scuola Pratica di Agricoltura, intitolata all'agronomo Pietro Cuppari.
L'istituto per la sua attività scolastica ancor oggi si avvale dei vasti appezzamenti di terreno circostanti. Nella costruzione è annesso un convitto per gli studenti fuori sede. 
Negli ultimi anni del XX secolo, l'incuria ha danneggiato la costruzione tanto che la Provincia Regionale aveva deciso di chiudere il plesso e trasferire il tutto in altra sede. 
Il monastero all'interno possiede due bellissimi chiostri tardorinascimentali.
Con la soppressione della comunità monastica, il personale laico del monastero andò a vivere nella zona costiera sottostante, formando la comunità di Ponte Schiavo.

## Luoghi d'istruzione
• Scuola Media "Leonardo da Vinci": Appartenente all'Istituto Comprensivo S.Margherita, è uno dei maggiori punti di riferimento per gli abitanti locali e dei villaggi circostanti.   
• Scuola Primaria "Alfio Ragazzi": Appartenente all'Istituto Comprensivo S.Margherita, è situata in Via Nazionale ed è stata intitolata al messinese Alfio Ragazzi, Maresciallo Aiutante sostituto di pubblica sicurezza morto il 12 novembre 2003 durante l'operazione "Antica Babilonia" in Iraq.

## Luoghi d'interesse
• Villetta polifunzionale: Inaugurata il 30 Maggio 2013, è situata dietro la Scuola Media "Leonardo Da Vinci" e si affaccia sulla strada statale 114 Orientale Sicula. Nel corso degli anni è andata svariate volte incontro all'abbandono e al degrado.                                                                         Il 13 Giugno 2023 il Comune di Messina, sotto l'amministrazione del sindaco Federico Basile, ha approvato un progetto volto alla ristrutturazione della villetta.

## Infrastrutture e trasporti
Il ponte che dà il nome al villaggio è costruito a mattoni e fa parte della via Valeria, l'antica strada romana che portava da Messina a Siracusa e che nella seconda metà del XVIII secolo venne modificata e ripristinata.
Verso la fine del XIX secolo, in occasione della costruzione della Ferrovia Messina-Catania, dovendo eseguire i lavori della tratta ferroviaria, venne costruito un ponte in ferro, modificando il percorso della strada. Ancora oggi l'antico ponte viene usato come collegamento per una contrada del paese.
Ponte Schiavo è lambito, in tutta la sua lunghezza, dall'Autostrada Messina-Catania ed è attraversato dalla strada statale 114 Orientale Sicula e dalla Via Vecchia Nazionale, sulla quale, in corrispondenza dell'argine del torrente Schiavo, c'è il bivio per la strada provinciale 35 di Pezzolo.
La frazione è servita dalla stazione omonima, che si trova lungo la ferrovia Messina-Siracusa. La stazione, gestita da RFI, è servita dai treni del servizio ferroviario suburbano Messina-Giampilieri svolto da Trenitalia nell'ambito del contratto di servizio stipulato con la Regione Siciliana.
Varie linee di autobus, gestite da ATM, collegano Ponte Schiavo ai quartieri limitrofi e al centro di Messina. In passato, fra il 1892 e il 1951, lungo l'attuale strada statale correva la tranvia Messina-Giampilieri della SATS, elettrificata nel 1917. La stazione tranviaria sorgeva in località Ponte Santo Stefano a servizio dei villaggi nella vallata nel torrente omonimo.